# Décembre 2011 en sport
Cette page concerne l'actualité sportive du mois de décembre 2011

## Faits marquants

### Dimanche18 décembre
- Handball : la Norvège remporte les championnats du monde féminin en battant la France en finale sur le score de 32 à 24[24]. C'est le second titre des Norvégiennes dans la compétition après leur victoire de 1999.

### Jeudi22 décembre
- Football : l’entraîneur du Paris Saint-Germain FC Antoine Kombouaré est démis de ses fonctions par son directeur sportif Leonardo au lendemain de la victoire à Saint-Étienne qui a permis au club parisien de remporter le titre honorifique de champion d'automne[25].